# Werner Delmes
Werner „Gino“ Delmes (* 28. September 1930 in Köln; † 13. Januar 2022 ebenda) war ein deutscher Hockeyspieler. Er gewann 1956 eine olympische Bronzemedaille.

## Leben

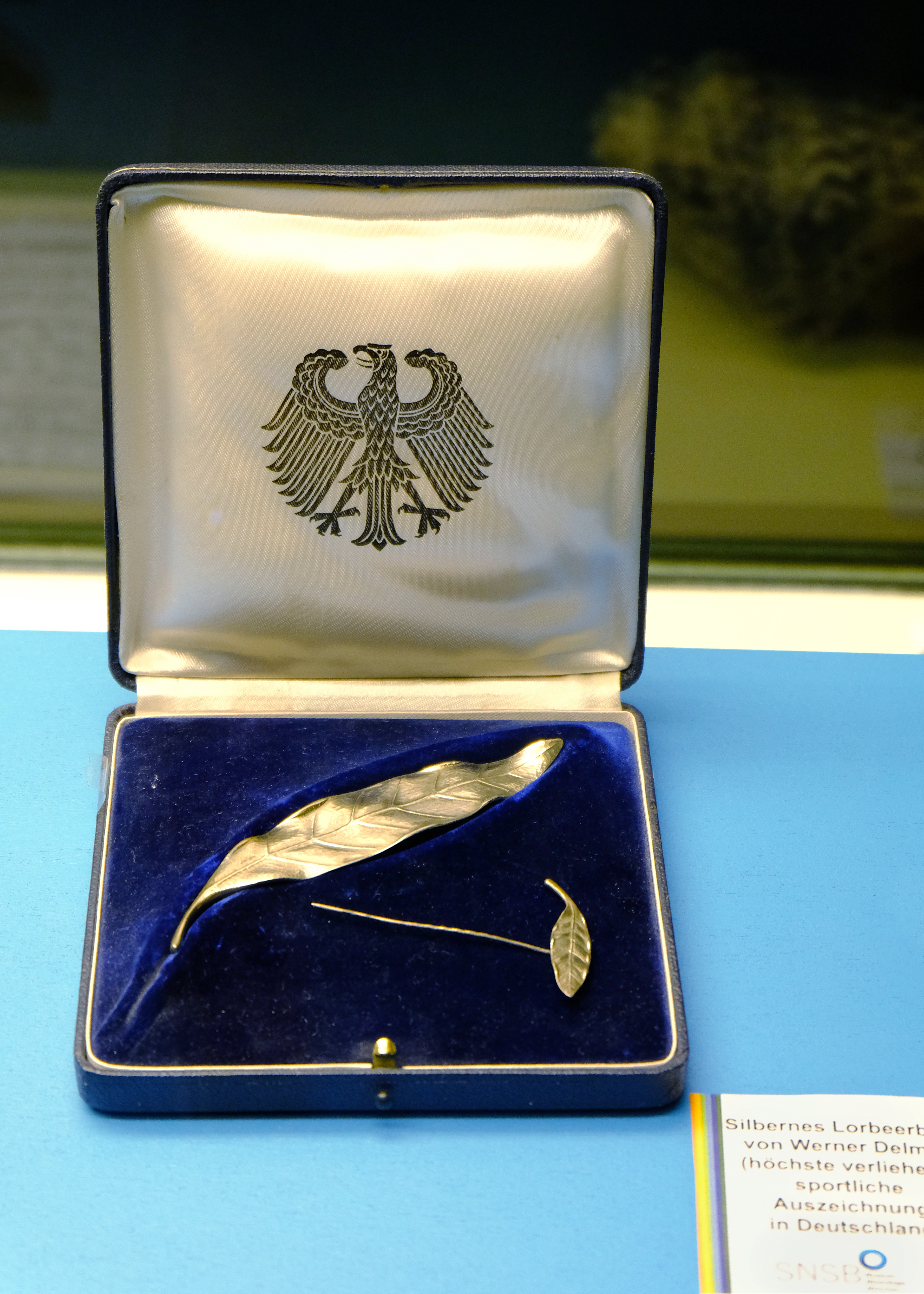
Delmes’ Silbernes Lorbeerblatt

Werner Delmes wirkte bei den Olympischen Spielen 1956 in Melbourne in allen fünf Spielen der deutschen Hockey-Mannschaft mit. Nachdem die Mannschaft gegen den späteren Olympiazweiten Pakistan ein torloses Unentschieden erreicht hatte, verlor sie im Halbfinale gegen Indien mit 1:0. Im Spiel um die Bronzemedaille gewann sie mit 3:1 gegen Großbritannien.
Für diesen Erfolg erhielt er – zusammen mit der Hockey-Olympiamannschaft – am 21. Mai 1957 das Silberne Lorbeerblatt.
Vier Jahre später gehörte Delmes auch zu der deutschen Mannschaft, die bei den Olympischen Spielen 1960 in Rom den siebten Platz belegte. Insgesamt spielte er von 1954 bis 1962 in 40 Länderspielen mit. Delmes spielte im Verein für Rot-Weiss Köln.
Seinen größten Erfolg feierte Werner Delmes als Trainer. Der Sportwart des Deutschen Hockey-Bundes war Trainer der Deutschen Mannschaft bei den Olympischen Spielen 1972 in München und brachte die deutsche Mannschaft zu ihrem ersten Olympiasieg. Paul Lissek 1992 und Markus Weise 2008 und 2012 waren die anderen beiden Trainer, die die Herren-Nationalmannschaft zu Gold führten.
Nach dem Ende seiner Karriere widmete sich Delmes dem Golfsport und engagierte sich beim Golf-Club Eifel e. V. in Hillesheim. Seinen Lebensunterhalt verdiente er als Anwalt bei einer Versicherung.
Delmes war Träger des Bundesverdienstkreuzes. Er starb 2022 im Alter von 91 Jahren. Die Familiengrabstätte befindet sich auf dem Kölner Melaten-Friedhof.